# Hijacint
Hijacint je v grški mitologiji mladenič, ki je bil Apolonov ljubimec; le-ta ga je po nesreči ubil z diskom.
V Hijacinta je bil poleg Apolona zagledan tudi Zefir, bog zahodnega vetra. Po eni različici mita je nesrečo iz ljubosumja, ker je imel Hijacint raje Apolona, povzročil Zefir. Ko je Hijacint tekel ujet disk, da bi navdušil Apolona, je Zefir preusmeril disk v Hijacintovo glavo.
Po Hijacintovi smrti Apolon ni pustil, da bi Had njegovega ljubljenega vzel k sebi v podzemlje. Namesto tega je iz Hijacintove krvi ustvaril rože z istim imenom.  